# Chrono Gatineau
Le Chrono Gatineau est une course cycliste sur route disputée au Québec. Créé en 2010, il fait partie du calendrier de l'UCI America Tour en catégorie 1.2 pour les hommes et du Calendrier international féminin UCI chez les femmes. C'est un contre-la-montre d'environ 35 kilomètres pour les hommes et 18 kilomètres pour les femmes. La course masculine n'a été organisée qu'en 2010. Elle se déroule généralement la veille du Grand Prix cycliste de Gatineau. Les deux courses ont lieu dans la ville éponyme qui se situe directement à côté d'Ottawa.

## Palmarès féminin
| Année | Vainqueur        | Deuxième           | Troisième        |                  |
| ----- | ---------------- | ------------------ | ---------------- | ---------------- |
| 2010  | Evelyn Stevens   | Linda Villumsen    | Alison Tetrick   |                  |
| 2011  | Clara Hughes     | Amber Neben        | Jeannie Longo    |                  |
| 2012  | Clara Hughes     | Evelyn Stevens     | Amber Neben      |                  |
| 2013  | Carmen Small     | Joëlle Numainville | Chantal Blaak    |                  |
| 2014  | Tayler Wiles     | Leah Kirchmann     | Jasmin Duehring  |                  |
| 2015  | Carmen Small     | Karol-Ann Canuel   | Tayler Wiles     |                  |
| 2016  | Amber Neben      | Tara Whitten       | Karol-Ann Canuel |                  |
| 2017  | Lauren Stephens  | Karol-Ann Canuel   | Amber Neben      |                  |
| 2018  | Amber Neben      | Karol-Ann Canuel   | Tayler Wiles     |                  |
| 2019  | Amber Neben      | Leah Kirchmann     | Tayler Wiles     |                  |
| 2020  | annulé/abandonné | annulé/abandonné   | annulé/abandonné | annulé/abandonné |
| 2021  | annulé/abandonné | annulé/abandonné   | annulé/abandonné | annulé/abandonné |
| 2022  | annulé/abandonné | annulé/abandonné   | annulé/abandonné | annulé/abandonné |
| 2023  | Anna Kiesenhofer | Amber Neben        | Emily Ehrlich    |                  |
| 2024  | Franziska Brauße | Nadia Gontova      | Marta Jaskulska  |                  |
| 2025  |                  |                    |                  |                  |

Note : En 2011, Hanna Solovey, initialement deuxième a été déclassée pour un contrôle positif au drostanolone.

## Palmarès masculin
| Année | Vainqueur    | Deuxième  | Troisième     |
| ----- | ------------ | --------- | ------------- |
| 2010  | Benjamin Day | Ryan Roth | Aaron Fillion |